# Абіосестон
Абіосестон (від біосестон), дрібні частки мертвих організмів (бентос, планктон, фітопланктон, зоопланктон) і неорганічні речовини, що перебувають у воді у зваженому стані. Абіосестон може бути автохтоним (утворюється в процесі функціонування даного біоценозу) або (і) алохтоним (потрапляє у водойму з водозбірної площі, головним чином у процесі ерозії). Висока концентрація абіосестона знижує прозорість води, що, в свою чергу, зумовлює зниження інтенсивності фотосинтезу водоростей. В оптимальній концентрації абіосестон слугує їжею для деяких гетеротрофів (тваринні фільтратори, мікроорганізми та ін.).

## Ресурси Інтернету
- Pumann Petr. Abioseston ve vodě. – 2012.